# Loo (Jõelähtme)
Loo es una localidad situada en el municipio de Jõelähtme, en el condado de Harju, Estonia. Tiene una población estimada, en 2021, de 2152 habitantes.
Está ubicada al norte del condado, a poca distancia al este de Tallin, y cerca del río Jägala y de la costa del mar Báltico.